# Grégory Doucet
Pour les articles homonymes, voir Doucet.
Grégory Doucet, né le 22 août 1973 à Paris, est un homme politique français.
Membre des Verts (LV) puis d'Europe Écologie Les Verts (EÉLV), les listes qu'il conduit remportent les élections municipales de 2020 à Lyon, obtenant 52,4 % au second tour. Il est élu maire de Lyon le 4 juillet 2020 succédant à Gérard Collomb (PS puis LREM). 

## Jeunesse et famille
Né à Paris en 1973, Grégory Doucet grandit aux Ulis (Essonne). Son père est cadre dans l'industrie pétrolière et sa mère est secrétaire dans une banque. Il est père de quatre enfants.

## Formation et carrière professionnelle
Il est diplômé de l'ESC Rouen,.
Étudiant, il occupe le siège de président du Groupement étudiant national d’enseignement aux personnes incarcérées (Genepi), association œuvrant pour le décloisonnement des prisons et pour la réinsertion des personnes incarcérées. Il travaille également auprès des gens du voyage.
Il fait ensuite carrière dans l'humanitaire dans l'association Planète Enfants & Développement, et travaille dans ce cadre à Manille (Philippines) de 2002 à 2006, puis à Katmandou (Népal) de 2006 à 2008. À son retour en France, il réside quelques mois à Corbeil-Essonnes puis rejoint Handicap International en 2009 à Lyon, comme chargé des opérations en Afrique de l'Ouest, ce qui le conduit à s'installer à Lyon,,.

## Engagement politique

### Débuts
Grégory Doucet rejoint Les Verts en 2007,. Lors de la primaire présidentielle écologiste de 2011, il vote pour Nicolas Hulot ; il indique cependant avoir fait la campagne d'Eva Joly « avec enthousiasme ».
En 2014, il est candidat sur la liste écologiste aux élections municipales de 2014 pour la mairie du 8e arrondissement de Lyon, en position non éligible.
Il est élu secrétaire de la section lyonnaise d'Europe Écologie Les Verts (EÉLV) en 2017,, poste qu'il quitte fin 2019 en raison de sa participation à la campagne électorale des municipales à Lyon.
Lors des élections législatives de 2017, il cherche à se porter candidat mais n'est pas retenu en raison d'un accord entre EÉLV et le Parti socialiste (PS). Il figure à la 27e place sur la liste conduite par Yannick Jadot lors des élections européennes en 2019. Parallèlement, il fait partie des organisateurs des marches pour le climat à Lyon.

### Élections municipales de 2020
En vue des élections municipales de 2020, il participe à « Madame Z », initiative portée par Renaud Payre, directeur de l'Institut d'études politiques de Lyon, qui « vise à bâtir une alliance entre les diverses composantes de la gauche et des écologistes avant le premier tour », puis quitte le dispositif après les Journées d'été 2019 d'EÉLV. Lors des primaires organisées en septembre 2019 par EÉLV pour désigner la tête de liste du parti, il l'emporte face à Bruno Charles et Étienne Tête, tous deux élus sortants et figures historiques du parti, avec 61 % des voix,. Il réaffirme alors le choix d'EÉLV de constituer une liste autonome au premier tour, et exclut toute alliance avec La République en marche entre les deux tours.
Il fait notamment campagne sur l'instauration de repas issus à 100 % de l'agriculture biologique, la réduction de la consommation de viande et l'approvisionnement à 50 % en local dans la restauration collective, la réduction de la circulation automobile et le soutien à la mobilité active avec notamment la création d'un réseau express vélo composé de 450 km de voies cyclables sécurisées (concrétisé avec le nom Les Voies Lyonnaises), la création de forêts urbaines, le ralentissement des constructions dans certains quartiers, notamment celui de la Part-Dieu, l'accélération de la rénovation thermique des logements et l'opposition au projet de bouclage du boulevard périphérique de Lyon,.
Alors qu'il est inconnu du grand public, sa liste arrive en tête du premier tour avec 28,46 % des voix, tous arrondissements cumulés.
Entre les deux tours, il scelle une alliance avec Sandrine Runel et Renaud Payre (union de la gauche), et obtient le ralliement de Nathalie Perrin-Gilbert, maire du 1er arrondissement de Lyon, à qui il promet le poste d'adjointe à la culture. Il reçoit également le soutien du PS, du Parti communiste français, de La France insoumise, ainsi que des députés Hubert Julien-Laferrière et Matthieu Orphelin (ex-LREM).
Face aux listes de Yann Cucherat — successeur désigné de Gérard Collomb et soutenu au second tour par la droite locale — et de Georges Képénékian lors d'une triangulaire, ses listes remportent le second tour avec 52,4 % des suffrages,.
Tête de liste dans le 3e arrondissement de Lyon, il l'emporte également au second tour avec 49,95 % des voix, devant la liste de Béatrice de Montille (LR) et celle de Georges Képénékian (divers centre). Sa victoire constitue une rupture historique dans une ville traditionnellement dirigée au centre, dans le contexte d'une forte progression des listes écologistes qui remportent plusieurs autres grandes villes françaises.

## Maire de Lyon
Le 4 juillet 2020, lors du conseil municipal d'installation, il est élu maire de Lyon avec 51 voix sur 73, succédant à Gérard Collomb,.

### Égalité femmes-hommes
L'ensemble des mesures du premier budget de la mandature sont analysées selon le critère de l’égalité entre les femmes et les hommes, ce qui constitue une première dans une ville de plus de 500 000 habitants,.

### Vie municipale
Sa majorité allie un groupe de quarante élus écologistes (sur 73 sièges), en grande majorité néophyte en politique, à une douzaine d'alliés de gauche (PS, LFI, PRG, PCF, Génération.s). L'exécutif a accordé à ces minorités des délégations importantes (culture, affaires sociales, éducation, services publics, handicap...).
Dès son arrivée en fonction, Grégory Doucet annonce également son choix de réduire de 1 000 euros son indemnité de maire (de 8 500 à 7 500 euros brut par mois), afin de pouvoir relever celle de plusieurs conseillers municipaux délégués (de 2 300 à 2 700 euros brut par mois) sans avoir recours à plus d'argent public. Le nouvel exécutif met également fin au cumul des indemnités entre des fonctions exercées en mairie centrale et en mairie d'arrondissement.

### Gestion de la crise sanitaire de la Covid-19

#### Dispositifs de dépistage
Le 24 septembre 2020, le Palais des Sports de Gerland est réquisitionné et transformé en un centre de dépistage à destination des personnels soignants et des personnes cas contact et symptomatiques, devenant l'un des plus gros centre de dépistage sur le territoire français,. Le 14 janvier 2021, une partie du centre est aménagée dans le cadre de la campagne de vaccination contre la pandémie de Covid-19 pour le personnel soignants de plus de 50 ans et les personnes âgées de plus de 75 ans,.

#### Fonds d'urgence culturel
Pour pallier la chute brutale de l'activité des acteurs culturels entre les mois de mars et d'août 2020 du fait de la crise sanitaire de la Covid-19, le nouvel exécutif municipal annonce lors de son premier conseil municipal la création d'un fonds de soutien de 4 millions d'euros au secteur culturel du territoire lyonnais, qui s'ajoute aux différentes aides et dispositifs existants (chômage partiel, fonds de solidarité de l'État, complément d'aide de 1 000 euros de la Métropole de Lyon) prévus par l'État et les autres collectivités territoriales. En décembre 2020, le nouveau maire de Lyon prend position auprès du président de la Métropole de Lyon, Bruno Bernard, pour la réouverture des lieux culturels en envoyant une lettre au Premier ministre, demandant au gouvernement de revoir sa copie sur la prolongation de leur fermeture.

#### Éducation
À la rentrée des vacances de février 2021, Grégory Doucet impose un « menu unique sans viande » dans les cantines scolaires de la ville de Lyon afin de servir plus rapidement les élèves dans le cadre du nouveau protocole sanitaire pour faire face à la pandémie de Covid-19. L'opposition municipale dénonce un prétexte et un passage en force « choquant et sectaire » en période de crise économique, alors que des familles ont besoin d'aide alimentaire. Une telle mesure avait pourtant déjà été prise après le premier confinement par la majorité précédente, alors que Gérard Collomb (ex-LREM) était maire. Cette décision provoque aussi l'indignation du ministre de l'intérieur, Gérald Darmanin, qui, dans un tweet, dénonce une « idéologie scandaleuse [...], exclu[an]t les classes populaires, [car] de nombreux enfants n’ont souvent que la cantine pour manger de la viande ». En réalité, il se trouve que selon une étude de l'Anses datant de 2015, ce serait plutôt les classes populaires qui consommeraient le plus de viande. Le maire de Lyon répondit en critiquant le ministre de l'intérieur, qui selon lui, ne porterait pas assez d'importance aux étudiants, déjà précarisés par la crise, qui « attendent [les] mesures [du gouvernement] ». Le ministre de l'Agriculture et de l'Alimentation réagit le lendemain, annonçant avoir « saisi le Préfet du Rhône ».
Depuis la rentrée 2022, les repas servis dans les cantines scolaires contiennent 55 % de denrées bio (avec un objectif d'au moins 75 % d'ici 2026) et 50 % de produits locaux.

### Environnement

#### Urbanisme et piétonisation
À l'occasion de la première rentrée scolaire de son mandat, sept rues desservant douze écoles sont définitivement piétonnisées. Les travaux de piétonnisation sont prévus lors de chaque nouvelle rentrée scolaire,. À terme, la municipalité ambitionne de piétonniser l'ensemble des 206 écoles lyonnaises,.
Le week-end du 26 et du 27 septembre 2020, la municipalité mène une grande expérimentation de piétonisation de centre ville de Lyon, avec pour objectif de « rendre l'espace public aux habitants et habitantes, apaiser les rues et redonner du calme pendant tout un week-end ».
Grégory Doucet annonce la mise en place dans toute la ville, d'ici la fin de son mandat, du « système superblock » (« super-îlots »), inspiré de Barcelone, consistant à canaliser la circulation automobile autour de miniquartiers dont l'intérieur est réservé à des espaces de loisirs et où la mobilité active est prioritaire sur les voitures qui circulent en sens unique, voire la seule autorisée en dehors des automobilistes résidents.
En septembre 2021, il annonce la généralisation de la limitation de vitesse à 30 km/h dans la ville de Lyon au printemps 2022.

#### Végétalisation
À l'automne 2020, le nouvel exécutif conduit par Grégory Doucet lance une campagne de plantation de plusieurs vergers urbains, avec pour objectif de « transformer 5 000 mètres carrés d'espaces de gazon en autant d'espaces nourriciers et porteurs de biodiversité ».
Si le projet n'a pas pour vocation d'assurer l'approvisionnement alimentaire de la ville de Lyon, par cette initiative la municipalité souhaite que ces vergers puissent devenir des outils pédagogiques afin de démontrer aux habitants la nécessité d'entretenir la biodiversité et de garantir une alimentation saine. Cette campagne participe aussi au grand projet de végétalisation engagé par la ville afin de contribuer à créer de nouveaux îlots de fraîcheur, dans le but de lutter contre la chaleur et la minéralisation urbaine.
Le projet « Lyon 2030 », lancé en 2022, vise la neutralité carbone de la municipalité en huit ans.

### Événements
En septembre 2020, peu avant l'arrivée de la 14e étape du Tour de France à Lyon, il fait part de son interrogation sur l'empreinte écologique du Tour et déplore la mobilisation d'un grand nombre de moteurs thermiques dans la caravane, et du nombre de déchets engendrés. Il dénonce également l'absence d'épreuve féminine : « Il devrait y avoir un Tour de France féminin depuis longtemps. C'est la dernière épreuve d'envergure à ne pas avoir franchi le pas ». S'il n'existe alors pas d'épreuve féminine du Tour de France, une première a eu lieu en 1955, des éditions ont été disputées de 1984 à 2009 en ouverture de l'épreuve masculine et une nouvelle édition est d'ores et déjà prévue par les organisateurs en 2022. Ses propos suscitent de vives critiques au sein de la classe politique, en particulier en réaction aux termes « machiste et polluant » que la presse lui prête à l'égard de l'épreuve mais qu'il dément avoir employés.
Au nom de la laïcité, il refuse de participer à la cérémonie du Vœu des échevins de Lyon, rompant ainsi avec une tradition remise en place par Louis Pradel mais prononce un discours après la cérémonie.

### Prises de position
Il plaide pour l'arrêt du projet de liaison ferroviaire transalpine Lyon - Turin (au profit de la valorisation de la ligne existante entre les deux villes) et contre l'implantation d'un entrepôt de l'entreprise de commerce en ligne Amazon à proximité de l'aéroport de Lyon-Saint-Exupéry sur la commune de Colombier-Saugnieu, mais la ville de Lyon n'a pas de prérogative sur ces sujets.
Dans un communiqué du 29 septembre 2022, Grégory Doucet annonce le lancement officiel d'une « Maison de la Diversité » dans le 4e arrondissement, en 2024. Cette maison a pour vocation d'être un « habitat inclusif et participatif pour seniors isolés autonomes sans soutien familial, seniors LGBTI+, seniors vivant avec le VIH, et seniors hétéro-alliés », selon le communiqué de la mairie.

### Popularité
En janvier 2025, un sondage Ifop-Fiducial par Lyon Capitale met en lumière le mécontentement d'une partie des habitants concernant plusieurs thématiques du mandat de Grégory Doucet. Celui-ci concerne notamment le sujet des déplacements en ville et du stationnement, la sécurité, l’urbanisme et la propreté,. Néanmoins, 76 % de ses électeurs du premier tour de 2020 lui apportent toujours leur soutien.

### Affaire de détournement de fonds publics
Le mercredi 9 avril 2025, Grégory Doucet est placé en garde à vue pendant plus de 9 heures dans le cadre d'une enquête préliminaire pour des faits présumés de détournement de fonds publics,. Cette audition intervient après une perquisition à la mairie de Lyon en mars 2024, « sur commission rogatoire de trois magistrats instructeurs ». Georges Képénékian a été entendu en garde à vue la veille, le 8 avril. Cette enquête préliminaire porte sur le rôle des chargés de mission à la mairie sous les mandats de Gérard Collomb, Georges Képénékian et Grégory Doucet. La justice s’interroge sur un possible maquillage d’emplois politiques, suite à un signalement de la Chambre régionale des comptes (CRC) qui dans son rapport notait que, « depuis 2016, outre les 12 collaborateurs de cabinet réglementaires, une vingtaine d’agents, contractuels ou fonctionnaires de la mairie, travaillant officiellement dans l’administration, exercent en réalité « des missions politiques » ». A sa sortie de garde à vue, le jour même, Grégory Doucet confirme que l'affaire portait sur 24 agents,,,,.

## Résultats électoraux

### Élections municipales
Les résultats ci-dessous concernent uniquement les élections où il est tête de liste.
| Année | Liste         | Liste                                | Commune | 1er tour | 1er tour | 1er tour | 2d tour | 2d tour | 2d tour   | Sièges obtenus | Sièges obtenus |
| Année | Liste         | Liste                                | Commune | Voix     | %        | Rang     | Voix    | %       | Rang      | CA             | CM             |
| ----- | ------------- | ------------------------------------ | ------- | -------- | -------- | -------- | ------- | ------- | --------- | -------------- | -------------- |
| 2020  |               | EÉLV-LFI-GRS-E!-MRC-PS-PCF-G·s-PP-ND | Lyon 3e | 6 528    | 30,86    | 1er      | 10 442  | 49,94   | 1er       | 27 / 36        | 9 / 12         |
| 2020  | Ville de Lyon | EÉLV-LFI-GRS-E!-MRC-PS-PCF-G·s-PP-ND | 30 102  | 28,46    | 1er      | 53 070   | 52,04   | 1er     | 151 / 221 | 51 / 73        |                |